# Fußballclub Swarovski Tirol
El Fußballclub Swarovski Tirol fou un club de futbol austríac de la ciutat d'Innsbruck, al Tirol.
El club va ser fundat el 1986, després de comprar la llicència a la Bundesliga al FC Wacker Innsbruck. Amb l'entrenador Ernst Happel guanyà les lligues austríaques dels anys 1989 i 1990, així com la copa del 1989. El club fou dissolt el 1992, retornant la llicència al Wacker, la qual passà al nou format FC Tirol Innsbruck un any més tard.

## Palmarès
- Lliga austríaca de futbol:[1]
  - 1989, 1990
- Copa austríaca de futbol:[2]
  - 1989

## Entrenadors
- 1985-1987  Felix Latzke
- 1987-1991  Ernst Happel
- 1992-1992  Horst Hrubesch